# 片山理恵子
片山 理恵子（かたやま りえこ）はスクウェア・エニックスのファイナルファンタジーXI開発部宣伝担当。2023年現在は主に『ファイナルファンタジーXI』（以下『FF11』）の宣伝を担当している。小説家のかたやま和華は実姉。元・電波娘（電波子2〜28号を参照）でもある。

## 概要
- 通常業務は『FF11』での宣伝担当である。『FF11』宣伝部の直接の上司に当たるのは羽入田新らである。
  - 運営側のプレイヤーキャラクターであり、『FF11』における広報担当的存在であるDestinyその人であることを公表している。内輪の会話をしていたところ、誤操作で『お肌っゃっゃ』と周囲に洩らしてしまい、その様子が多くの『FF11』プレイヤーに目撃されたエピソードと共に語られることが多い。
- 「植松伸夫です。」での『植松ラジオ』（現在は停止）では、植松伸夫・松下謙介プロデューサと共に司会的な形で出演をしている。だが、2人にいじめを受ける役がいつもである。
- 週刊誌『ファミ通』での坂口博信との共同インタビュー（聞き手：浜村弘一）および、スクウェア・エニックス内公式サイト「植松伸夫です。」で配信されたTBMTV上でのとのインタビュームービーの重大事項に当たる大役などをする。
- それ以降TBMTVでは、その時々の内容を知らせたりをする司会のような担当をする。
- 植松関連のコンサートやイベントの時には司会などをこなしている姿がある。
- 2019年7月31日をもって、結婚、出産を経て仕事との両立が難しいことから、正社員としての雇用契約を終了し短時間のアルバイト勤務となっている。当面は引き続き『FF11』チームに携わる。

## 出演などをしている作品
- VOICES music from FINAL FANTASY - FFオーケストラコンサート、THE BLACK MAGESによるライブ（2006年6月発売予定、DVD映像による作品）

特典DVDではナレーションを担当。
- キングダム ハーツ チェイン オブ メモリーズ

オリジナルキャラクター、XIII機関ラクシーヌの戦闘時ボイスを担当（海外版を含む）。

## ライブ・公演
以下には氏が直接関わっているものを記載する。
- TOUR de JAPON - 日本国内6ヶ所でのFFオーケストラコンサートツアー、司会担当（2004年3月〜4月）
- THE BLACK MAGES II LIVE “The Skies Above”（2005.1） - 始めのときに挨拶をする。また店頭で顔出しなどをしていた。
- VOICES music from FINAL FANTASY - パシフィコ横浜国立大ホールでの『FF』オーケストラコンサート、司会担当（2006年2月18日）